# Mammillaria stella-de-tacubaya
Mammillaria stella-de-tacubaya (укр. Мамілярія стелла-де-такубая, мамілярія зірка Такубая) — сукулентна рослина з роду мамілярія (Mammillaria) родини кактусових (Cactaceae).

## Історія

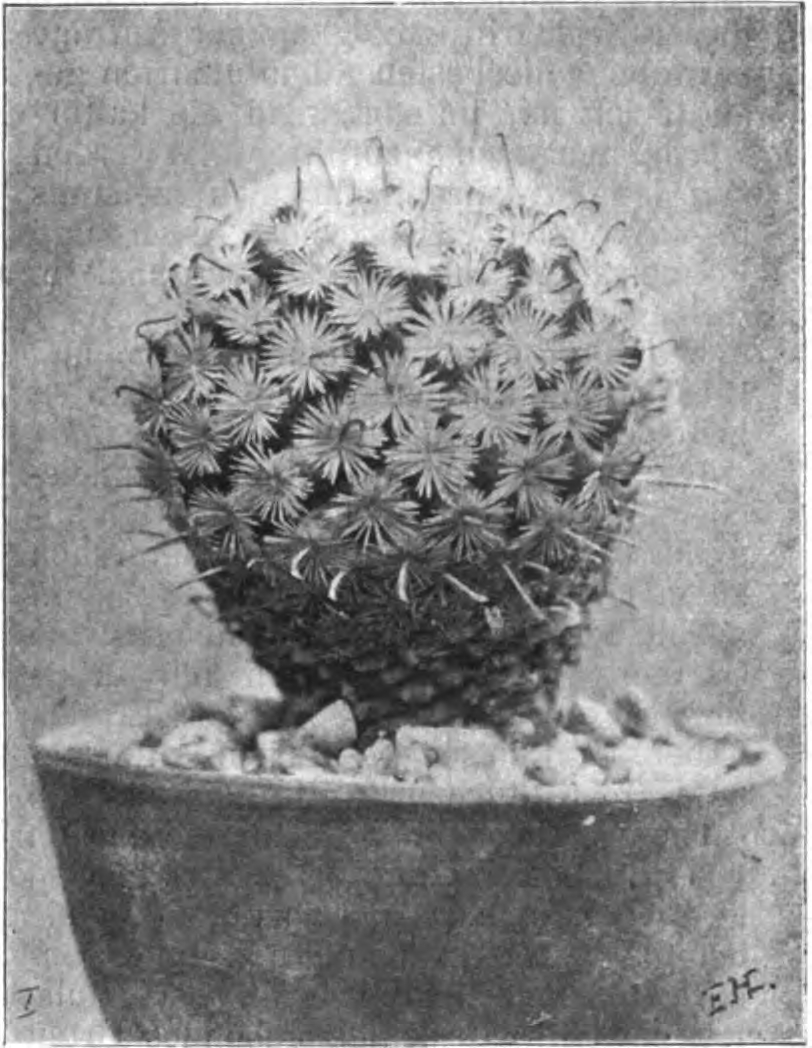
Mammillaria stella-de-tacubaya у виданні «Gartenflora», де вона вперше була описана Емілєм Хізе

Вид вперше описаний німецьким ботаніком Емілєм Хізе (нім. Emil Heese, 1862—1914) у 1904 році у виданні нім. «Gartenflora».

## Етимологія
Видова назва означає «зірка Такубая».

## Ареал і екологія
Mammillaria stella-de-tacubaya є ендемічною рослиною Мексики. Ареал розташований у штаті Дуранго. Рослини зростають на висоті від 1300 до 2300 метрів над рівнем моря на пологих схилах або плоских вапнякових ділянках, часто разом з Agave striata.

## Чисельність, охоронний статус та заходи по збереженню
Охороняється Конвенцією про міжнародну торгівлю видами дикої фауни і флори, що перебувають під загрозою зникнення (CITES).

## Морфологічний опис
| Орган              | Опис |
| Рослини            | зазвичай поодинокі. |
| Коріння            | |
| Стебло             | кулясте, заввишки 4-5 см, в діаметрі 4-6 см, закрите білими колючками.                                                            |
| Епідерміс          | сірувато-зелений. |
| Маміли             | короткі, циліндричні, апікально округлені, без молочного соку.                                                                    |
| Ареоли             | |
| Аксили             | з рідким пухом. |
| Центральні колючки | 1, часто відсутні, з гачками, білуваті з темними кінцями, завдовжки 4-11 мм.                                                      |
| Радіальні колючки  | 35-60, білі, переплетені, притиснуті до поверхні стебла, щетино-подібні, завдовжки 3-7 мм.                                        |
| Квіти              | червонувато-білі до зеленувато-білого кольору з червонувато-коричневими центральними прожилками на пелюстках, до 15 мм завдовжки. |
| Бутони             | |
| Зовнішні пелюстки  | |
| Внутрішні пелюстки | |
| Тичинки            | |
| Маточка            | |
| Плоди              | булавоподібні, коричнево-червоні, завдовжки 9-15 мм.                                                                              |
| Насіння            | коричнево-чорне. |

## Таксономія
Девід Гант розглядає Mammillaria stella-de-tacubaya у «Червоному списку Міжнародного союзу охорони природи» (2013) як синонім Mammillaria lasiacantha. Але Едвард Фредерік Андерсон  — член Робочої групи Міжнародної організації з вивчення сукулентних рослин (IOS), колищній її президент у своїй фундаментальній монографії з родини кактусових «The Cactus Family» розглядає Mammillaria stella-de-tacubaya і Mammillaria lasiacantha як окремі види.
Американські ботаніки Волтер (англ. Walter Alfred Fitz Maurice, 1924—2015) і Бетті Фіц-Моріси (англ. Elizabeth Ann (Betty) Fitz-Maurice) зауважували, що часто Mammillaria stella-de-tacubaya не буває правильно розпізнаною і фігурує в колекціях під назвою Mammillaria gasseriana.

## Культивування
Цей вид рідко зустрічається в колекціях. Потребує яскравого світла, дуже обережного застосування води, достатнього повітряного потоку і не є одним з найпростіших для вирощування. Вимагає відмінного дренажу, що забезпечується дуже проникним ґрунтом (з вмістом не менше 50 % піску).
Ця мамілярія повільно зростає, але зацвітає з раннього віку.